# Искусство-Труд
«Искусство-Труд» — производственно-промысловая кооперативная артель, существовавшая в Ленинграде в 1920-е гг. и выполнявшая продукцию по всем отраслям художественной промышленности.
Занималась изготовлением агитационной скульптуры в виде гипсовых моделей, включая гипсовые государственные гербы.
Также артель занималась изготовлением гипсовых бюстов вождей, сотрудничая с известными скульпторами и художниками, в том числе И. И. Бродским, для которого изготовила барельеф «Расстрел 26 бакинских комиссаров».
На 29 мая 1926 г. председатель правления — Николаев, секретарь — Бушев, бухгалтер — Арензон.
Правление располагалось в «Гранд отеле» на улице Гоголя в доме 18 в Ленинграде.
В 1929 году артель получила наряд от Государственного Эрмитажа от 28 сентября 1929 г. на проведение следующих работ: устройство перехода из б. Зимнего дворца в Малый Эрмитаж; устройство сводов и проч. работы по 3-й Запасной половине (3 комнаты) и устройство полов и сводов и оконных переплётов в мастерских и переплётов в Конюшенном музее и на 3-й Запасной половине.